# Dmytro Leonkin
Dmytro Leonkin (Ucrania, 16 de diciembre de 1928-Leópolis, Ucrania, 1980) fue un gimnasta artístico soviético, campeón olímpico en Helsinki 1952 en el concurso por equipos.

## Carrera deportiva
En las Olimpiadas de Helsinki 1952 consigue medalla de oro en el concurso por equipos —por delante de Suiza y Finlandia— siendo sus compañeros de equipo: Iosif Berdiev, Viktor Chukarin, Yevgeny Korolkov, Vladimir Belyakov, Valentin Muratov, Mikhail Perelman y Hrant Shahinyan. Además logra el bronce en anillas, quedando tras sus compatriotas Hrant Shahinyan y Viktor Chukarin (plata).